# SSCナポリ
ソチエタ・スポルティーヴァ・カルチョ・ナポリ（Società Sportiva Calcio Napoli S.p.A.）は、イタリア・カンパニア州ナポリを本拠地とするプロサッカークラブ。イタリアサッカーのトップリーグであるセリエAに所属している。

## 概要
創設は1926年、これまでの歴史のほとんどでセリエAに参加している。これまで、1986-87シーズン、1989-90シーズン、2022-23シーズンと2024-25シーズンの4度セリエAを制覇した経験を持ち、また、コッパ・イタリアを6回、スーペルコッパ・イタリアーナを2回制し、欧州の舞台では1988-89 UEFAカップで優勝した。ナポリは南イタリアで最も成功したクラブであり、イタリアで4番目にサポーターの多いサッカークラブである。2012年の年間収入は148.4百万ユーロで、欧州第15位である。
1926年に創設されてから数度クラブ名称を変更している。これらのうち最も重要なのは1964年のAssociazione Calcio NapoliからSocietà Sportiva Calcio Napoliへの変更であった。直近の変更は2004年で、クラブが破綻し、映画プロデューサーのアウレリオ・デ・ラウレンティスによってNapoli Soccerとして再設立された（2年後に元のSocietà Sportiva Calcio Napoliへと戻された）。2004年のクラブの破綻によって、イタリア3部ディビジョン（セリエC1）への降格となったが、わずか3年後にはセリエAの舞台に復帰した。
ナポリは欧州クラブ協会の会員である。クラブの現在のアンセムは2013年にフランチェスコ・ソンデーリが作曲した曲で、ナポリの民謡「オ・スルダート・ンナモラート」（"'O surdato 'nnammurato"、恋する兵士）が、主題に用いられている。また、ディエゴ・マラドーナが在籍時に着用していた背番号10番は、クラブでの功績を称えるために永久欠番に指定されている。

## 歴史
1969年に会長に就任したコッラード・フェルライーノ（2002年2月までクラブを所有した不動産開発業者）の下で、積極的なチーム強化が行なわれた。1984-85シーズン、ディエゴ・マラドーナを獲得、1986-87シーズン、オッタヴィオ・ビアンキ監督が率い、マラドーナ、ジョルダーノ、デ・ナポリ、バーニらを中心として、ユヴェントスFCに競り勝って初のリーグ制覇を果たした。更にコッパ・イタリア決勝でもアタランタを2戦合計4-0で破り、破って優勝を果たした。
1987-88シーズンにカレッカを獲得した。1988-89シーズン、決勝でシュトゥットガルトを破り、初のヨーロッパタイトルとなる、UEFAカップを獲得した。1989-90にはアルベルト・ビゴン監督に率いられ、2度目のスクデットを獲得した。
1990-91シーズン途中、マラドーナがドーピングによる出場停止処分を受けた。1991-92シーズン、カレッカ、ジャンフランコ・ゾラらの活躍で優勝争いに絡んだが、その後、1992-93シーズン、ゾラ、カレッカが退団、1993-94シーズン終了後、フェラーラ、フォンセカが退団、フランチーニ、コッラディーニが引退、黄金期を支えたメンバーたちが続々とチームを去った。
1995-96シーズン、一時は2位につけて優勝争いをしたが、後半戦は全く振るわず、12位と、かろうじて降格を免れた。1997-98シーズン以降、セリエBへの降格とセリエAへの昇格を繰り返し、チーム財政状況の悪化に伴い2004年夏に破産宣告され、セリエCへと降格した。
2004年から新生チームとして名前を改め再スタートした。オーナーは映画監督で資産家のアウレリオ・デ・ラウレンティスがナポリを3300万ユーロ（約56億1000万円）で買い取り就任する。若手を中心とした長期的目標に基づくチーム作りが掲げられた。2005-06シーズンにセリエBに昇格。この年にスタジアム観客数の合計がギネスブックには記載されなかったが世界記録を樹立した。2006-07シーズンにユヴェントスに次いでセリエBで2位となり、セリエA昇格を果たした。
2007-08シーズンはMFマレク・ハムシーク、FWエセキエル・ラベッシ、MFワルテル・ガルガノら若い新戦力が攻守に活躍して、昇格初年度ながら8位に躍進し、UEFAインタートトカップ経由でUEFAカップ出場権を獲得した。2007年10月にはエドアルド・レヤ監督が指導者キャリア通算1000試合を飾った。2008年夏には主力が軒並み残留し、アルゼンチン・プリメーラ・ディビシオンで27得点を挙げて得点王に輝いたFWヘルマン・デニスを加え、UEFAカップとリーグ戦での上位進出を目指した。
2008-09シーズン、7節のユヴェントス戦に勝利して首位に浮上し、2008年12月途中までUEFAチャンピオンズリーグ出場圏内を保ったが、前半戦だけで7点を決めたハムシークなどの攻撃陣が後半戦は調子を落とし、2009年1月から4月末まで約4カ月も未勝利が続いた。3月にセリエC1からチームの指揮を執ってきたレヤ監督を解任し、ロベルト・ドナドーニ監督が就任したが、ドナドーニが指揮を執った11戦で2勝5分4敗と調子を取り戻せず、12位でシーズンを終えた。
2009-10シーズンはGKモルガン・デ・サンクティス、MFルカ・チガリーニ、FWファビオ・クアリャレッラ、DFウーゴ・カンパニャーロ、DFフアン・スニガなど即戦力を大量に確保した。しかし、開幕から失点の多い不安定な戦いを続け、10月6日にドナドーニ監督が解任された。後任のワルテル・マッツァーリ監督はボローニャFCとのデビュー戦を白星で飾り、フィオレンティーナ、ACミラン、ユヴェントスと7日間のうちに戦った3連戦を2勝1分と結果を残すなど15試合無敗記録と5試合無失点記録などを作り、UEFAヨーロッパリーグ出場権を獲得し、シーズンを6位で終えた。
2010-11シーズンは、同じくUEFAヨーロッパリーグ出場を果たしたパレルモからウルグアイ人FWのエディンソン・カバーニを獲得、移籍市場の締切直前にファビオ・クアリャレッラがユヴェントスへ移籍した。セリエAでは前半戦終了の時点で単独2位につけ、UEFAヨーロッパリーグにおいても決勝トーナメント進出を果たした。ディエゴ・マラドーナを擁した時代以来約20年ぶりのスクデット獲得が期待されたが、結果3位に終わった。しかし、4位以内に入り、UEFAチャンピオンズリーグの出場権を獲得した。
2011-12シーズンは、コッパ・イタリアで25年ぶりの優勝を果たし、UEFAヨーロッパリーグの出場権を獲得した。UEFAチャンピオンズリーグでは、死のグループと言われていたグループAを2位で通過し、グループリーグ突破を果たした。ベスト16ではチェルシーFCと対戦し1stレグは3-1でチェルシーを破ったが、2ndレグで延長戦の末1-4でチェルシーに敗れ、ベスト16敗退に終わった。
2012-13シーズンは、FWエセキエル・ラベッシがパリ・サンジェルマンに移籍し、MFワルテル・ガルガノがインテルにレンタル移籍した。インテルからレンタルしていたFWゴラン・パンデフを完全移籍で獲得し、フィオレンティーナからMFヴァロン・ベーラミ、DFアレッサンドロ・ガンベリーニ、ブレシア・カルチョからMFオマル・エル・カドゥーリ、サンパウロFCからDFブルーノ・ウビニ、ジェノアCFCからMFジャンドメニコ・メストを獲得した。スーペルコッパ・イタリアーナでは、北京でユヴェントスと対戦した。この試合では、後半40分に副審に暴言を吐いたとしてパンデフが、後半アディショナルタイムに2回目の警告でスニガが退場した。このプレーに抗議したマッツァーリ監督には退席処分が言い渡された。後半が終了して2-2となり、9人で延長戦を戦わなければいけなくなったナポリは、延長前半にクリスティアン・マッジョのオウンゴールとミルコ・ヴチニッチの得点により延長戦の末2-4でユヴェントスに敗れた。このシーズンはリーグ2位に終わったが、ヨーロッパリーグでは決勝トーナメント1回戦で敗れた。シーズン終了後、マッツァーリは退団し翌シーズンからインテルの監督となることが決定。後任としてラファエル・ベニテスが就任した。
2013-14シーズンは、FWエディンソン・カバーニが移籍金6400万ユーロで昨シーズンのラベッシに続きパリ・サンジェルマンに、GKモルガン・デ・サンクティスが50万ユーロでASローマへ、DFウーゴ・カンパニャーロがフリーでインテルへ移籍するなど近年の主力を放出したが、カバーニの売却益を中心にレアル・マドリードからFWゴンサロ・イグアイン、FWホセ・カジェホン、DFラウール・アルビオルを獲得し、更にベニテス監督のリヴァプールFC時代の教え子であるGKペペ・レイナ、PSVからベルギー代表のFWドリース・メルテンスを獲得するなどの補強を進めた。チャンピオンズリーグではグループ・ステージにてアーセナル、ボルシア・ドルトムント、オリンピック・マルセイユと同組になり、混戦の末に最終戦にて敗退が決定した。勝ち点18点中12点でのグループ・ステージ敗退は史上初であった。2年ぶり5回目のコッパ・イタリア制覇を成し遂げている。
2014-15シーズンは、スウォンジー・シティからスペイン代表FWミチュ（1年間のレンタル）とMFジョナサン・デ・グズマンを、RCDエスパニョールからMFダビド・ロペスを、KRCヘンクからDFカリドゥ・クリバリを、カルチョ・カターニアからアルゼンチン代表GKマリアーノ・アンドゥハルを獲得し、パルマFCからウルグアイ代表MFワルテル・ガルガノとフィオレンティーナからGKアントニオ・ロザーティを復帰させた。さらに冬の移籍市場では、UCサンプドリアからイタリア代表FWのマノロ・ガッビアディーニを獲得した。18勝9分11敗でリーグ戦を終え、70得点・54失点となり、結果は5位だった。
2015-16シーズンは、レアル・マドリードに引き抜かれたラファエル・ベニテスの後釜に14-15シーズンにエンポリFCを率いたマウリツィオ・サッリを監督に招聘。そのエンポリで指導を受けたMFミルコ・ヴァルディフィオーリを、ウディネーゼ・カルチョからMFアラン・マルケス・ロウレイロを、バイエルン・ミュンヘンからGKペペ・レイナらを獲得し、GKロベルト・コロンボ、DFジャンドメニコ・メスト、ブルーノ・ウビニ(レンタル)、MFワルテル・ガルガノ、FWドゥバン・サパタ(レンタル)、ミチュらが移籍した。
2016-17シーズンは、昨シーズンまでのエースであったイグアインがユベントスにセリエA最高額となる9000万ユーロで移籍した。代わりにアヤックス・アムステルダムからポーランド代表FWのアルカディウシュ・ミリクを3200万ユーロで獲得した。開幕してすぐにミリクが大怪我を負う事態に陥ったが、メルテンスを偽9番で使う4-3-3が機能し、攻撃陣が爆発した。リーグ戦では開幕6戦負けなしと好スタートを切るが、その後7節・8節と連敗した後は9節・10節と連勝となるが、11節で宿敵ユヴェントスに敗れたものの12節から14戦負けなしとなり26節はアタランタに敗れたものの27節から最終節まで5連勝を含む12戦負けなし最終順位は3位で終えた。チャンピオンズリーグではベスト16でレアル・マドリードに敗れた。
2017-18シーズンは、MFのアダム・ウナスら最小限の補強に留まったが、サッリ体制も3年目となり戦術の浸透が進み、リーグ戦は開幕から8連勝を含め14戦負けなしとスタートダッシュに成功した。15節で宿敵ユヴェントスに敗れるものの、17節から10連勝し首位を守る。しかし27節からローマ、インテル戦で1分1敗となってユベントスに逆転され2位に順位を下げた。34節のユベントス戦でクリバリのゴールで勝利し勝ち点差を1に縮めたものの、翌35節フィオレンティーナに敗れ、ユベントスがインテルに勝利したため再び勝ち点差が4に開き、そのまま差を埋められず2位に終わった。しかし、クラブ史上最多となる勝ち点91を獲得した。UEFAチャンピオンズリーグはグループリーグでマンチェスター・シティ、シャフタール・ドネツク、フェイエノールトと同組になるが、最終節で最下位フェイエノールトに敗れグループ3位に転落し敗退した。ヨーロッパリーグに回るが、ラウンド32でRBライプツィヒにアウェーゴールの差で敗れた。シーズン終了後、サッリは契約満了により監督を退任した。
2018-19シーズンは、新監督にカルロ・アンチェロッティを招聘。MFジョルジーニョがサッリに引き抜かれチェルシーへ、GKレイナはACミラン、エマヌエル・ジャッケリーニがキエーヴォへ移籍したが、その後釜にウディネーゼからGKアレックス・メレト、レアル・ベティスからMFファビアン・ルイスを獲得した。アンチェロッティはサッリのスタイルは崩さず、フォーメーションを4-4-2に変更し攻守のバランスをとった。リーグはユベントスの独走を許すも、3位以下は寄せ付けず終始2位のまま終了した。チャンピオンズリーグはリヴァプール、パリ・サンジェルマン、レッドスター・ベオグラードと同居する「死の組」に入り、大混戦の末最終節でリヴァプールに敗れてグループ3位になり、敗退した。2位リヴァプールとは勝ち点・直接対決の成績・総得失点差まで等しかったが、順位決定基準6番目にあたる総得点数で2点及ばなかった。ヨーロッパリーグでは準々決勝でアーセナルに2戦合計0-3で完敗、ベスト8止まりとなった。シーズン終了後、マレク・ハムシクが退団を発表した。
2019-20シーズンは積極補強を敢行し、ローマからDFコスタス・マノラス、エンポリからDFジョバンニ・ディ・ロレンツォ、フェネルバフチェからMFエリフ・エルマス、PSVからFWイルビング・ロサノ、トッテナムからFWフェルナンド・ジョレンテを獲得。一方でハムシクの他、ラウール・アルビオル、アマドゥ・ディアワラらが退団した。開幕前は優勝候補にも挙げられていたが、いざ開幕すると勝ちきれない試合が続いて低迷。事態を重く見たクラブが11月5日のチャンピオンズリーググループステージ第4節・RBザルツブルグ戦後に緊急合宿を設けたものの、選手側がこれを拒否して騒動となるなどチームが混乱。結局12月10日にアンチェロッティは解任された。後任にはアンチェロッティの教え子で、昨シーズンまでACミランを率いたジェンナーロ・ガットゥーゾが就任した。チャンピオンズリーグはグループステージでリヴァプール、RBザルツブルグ、ヘンクと同居。最終節でヘンクに勝利して2位となり3年ぶりにグループステージを突破した。ラウンド16はFCバルセロナと対戦。ホームでは1-1で終えるも敵地での2ndレグで1-3と完敗し、敗退となった。コッパ・イタリアでは優勝した13-14シーズンぶりに決勝に進出し、ユヴェントスをPK戦の末撃破し6年ぶり6度目の優勝を果たした。
2020-21シーズンは、リールからヴィクター・オシムヘンをクラブ史上最高額となる価格で獲得した。一方、前任のアンチェロッティがエヴァ―トンの監督に就任した影響で、アランがエヴァ―トンへ、カジェホンがフィオレンティーナへ、シモーネ・ヴェルディがトリノへ移籍した。オシムヘンが怪我により長期離脱した影響もあってか、なかなか優勝争いには絡めなかったものの、リーグ戦終盤には5連勝を記録するなど驚異のラストスパートを見せ、最終節を前にUEFAチャンピオンズリーグ出場権内の4位につけていた。しかし最終節のエラス・ヴェローナ戦で引き分け、5位だったユヴェントスが勝ったため、勝ち点1の差で5位となりチャンピオンズリーグ出場を逃した。またこのシーズン終了後にガットゥーゾが退任した。
2021-22シーズンは、新監督にルチアーノ・スパレッティを招聘。補強面ではローマからフアン・ジェズス、フラムからアンドレ＝フランク・ザンボ・アンギサを獲得。リーグ戦では開幕8連勝を記録し12試合無敗で第16節終了まで首位をキープするも、攻守の要であるオシムヘンとクリバリが負傷離脱した結果急失速。ミランとインテルを追いかける立場が続き3位フィニッシュとなった。このシーズン限りで生え抜きのキャプテンのロレンツォ・インシーニェが、トロントFCに移籍することが22年1月に決定。また夏にはファビアン・ルイスがPSGへ、クリバリがチェルシーへ、ドリース・メルテンスがガラタサライへ移籍するなど、クラブを長く支えてきたベテラン選手たちがクラブを去ることになった。
2022-23シーズンは、フェネルバフチェからキム・ミンジェ、ヘタフェからマティアス・オリベラ、ディナモ・バトゥミからフヴィチャ・クヴァラツヘリア、サッスオーロからジャコモ・ラスパドーリ、エラス・ヴェローナからジョバンニ・シメオネを獲得。オシムヘンを中心とした攻撃陣が爆発し、昨季と同じく開幕ダッシュに成功。カタールW杯による中断までチーム記録となる11連勝を含む13勝2分無敗で2位ミランに8ポイント差をつけて首位を快走。中断明け初戦のインテル戦には敗れたものの、そこから再び8連勝で2位以下を大きく引き離すことに成功する。そして第33節、ウディネーゼ戦での引き分けにより5試合を残して33年ぶり3度目のセリエA優勝を果たした。
翌シーズンのチャンピオンズリーグではグループステージでリヴァプール、アヤックス、レンジャーズと同組になるが、リーグ戦の勢いそのままに5連勝で1位通過。ラウンド16でもアイントラハト・フランクフルトを2戦合計5-0で一蹴するが、準々決勝で同国対決となったミラン戦では攻撃陣が沈黙。2ndレグの後半ATにオシムヘンが1点を決めるのみで、2戦合計1-2で敗北した。国内リーグ戦は一転して低迷し10位で終了。2008-09シーズン以来の二桁順位となった。
2024-25シーズン、第38節のカリアリ戦に勝利して2年ぶりのスクデットを達成した。

## タイトル

### 国内タイトル
- セリエA：4回 
  - 1986-87, 1989-90, 2022-23, 2024-25

- コッパ・イタリア：6回 
  - 1961-62, 1975-76, 1986-87, 2011-12, 2013-14, 2019-20

- スーペルコッパ：2回 
  - 1990, 2014

### 国際タイトル
- UEFAカップ：1回
  - 1988-89

- コッパ・デッレ・アルピ：1回
  - 1966

- アングロ・イタリアン・リーグカップ：1回
  - 1976

## 過去の成績
| シーズン | リーグ戦            | リーグ戦 | リーグ戦 | リーグ戦 | リーグ戦 | リーグ戦 | リーグ戦 | リーグ戦 | リーグ戦 | コッパ・イタリア | UCL            | UEL                | UECL |
| シーズン | ディビジョン        | 試       | 勝       | 分       | 敗       | 得       | 失       | 点       | 順位     | コッパ・イタリア | UCL            | UEL                | UECL |
| -------- | ------------------- | -------- | -------- | -------- | -------- | -------- | -------- | -------- | -------- | ---------------- | -------------- | ------------------ | ---- |
| 1961-62  | セリエB             | 38       | 15       | 13       | 10       | 44       | 35       | 43       | 2位      | 優勝             | ‐              | ‐                  |      |
| 1962-63  | セリエA             | 34       | 9        | 9        | 16       | 35       | 59       | 27       | 16位     | 1回戦敗退        | ‐              | ‐                  |      |
| 1963-64  | セリエB             | 30       | 12       | 15       | 11       | 39       | 35       | 39       | 7位      | 2回戦敗退        | ‐              | ‐                  |      |
| 1964-65  | セリエB             | 38       | 16       | 16       | 6        | 45       | 21       | 48       | 2位      | 準々決勝敗退     | ‐              | ‐                  |      |
| 1965-66  | セリエA             | 34       | 17       | 11       | 6        | 44       | 27       | 45       | 3位      | 2回戦敗退        | ‐              | ‐                  |      |
| 1966-67  | セリエA             | 34       | 17       | 10       | 7        | 46       | 23       | 44       | 4位      | 準々決勝敗退     | ‐              | ‐                  |      |
| 1967-68  | セリエA             | 30       | 13       | 11       | 6        | 34       | 24       | 37       | 2位      | 2回戦敗退        | ‐              | ‐                  |      |
| 1968-69  | セリエA             | 30       | 10       | 12       | 8        | 26       | 25       | 32       | 7位      | 準々決勝敗退     | ‐              | ‐                  |      |
| 1969-70  | セリエA             | 30       | 10       | 11       | 9        | 24       | 21       | 31       | 6位      | GS敗退           | ‐              | ‐                  |      |
| 1970-71  | セリエA             | 30       | 15       | 9        | 6        | 33       | 19       | 39       | 3位      | FG敗退           | ‐              | ‐                  |      |
| 1971-72  | セリエA             | 30       | 6        | 16       | 8        | 27       | 31       | 28       | 8位      | 準優勝           | ‐              | 1回戦敗退          |      |
| 1972-73  | セリエA             | 30       | 7        | 14       | 9        | 18       | 20       | 28       | 9位      | 2回戦敗退        | ‐              | ‐                  |      |
| 1973-74  | セリエA             | 30       | 12       | 12       | 6        | 35       | 28       | 36       | 3位      | 1回戦敗退        | ‐              | ‐                  |      |
| 1974-75  | セリエA             | 30       | 14       | 13       | 3        | 50       | 22       | 41       | 2位      | 準決勝敗退       | ‐              | ベスト16           |      |
| 1975-76  | セリエA             | 30       | 13       | 10       | 7        | 40       | 27       | 36       | 5位      | 優勝             | ‐              | 1回戦敗退          |      |
| 1976-77  | セリエA             | 30       | 9        | 11       | 10       | 37       | 38       | 28       | 7位      | 2回戦敗退        | ‐              | ‐                  |      |
| 1977-78  | セリエA             | 30       | 8        | 14       | 8        | 35       | 31       | 30       | 6位      | 準優勝           | ‐              | ‐                  |      |
| 1978-79  | セリエA             | 30       | 9        | 14       | 7        | 23       | 21       | 32       | 6位      | 準決勝敗退       | ‐              | ‐                  |      |
| 1979-80  | セリエA             | 30       | 7        | 14       | 9        | 20       | 20       | 28       | 10位     | 準々決勝敗退     | ‐              | ‐                  |      |
| 1980-81  | セリエA             | 30       | 14       | 10       | 6        | 32       | 21       | 38       | 3位      | GS敗退           | ‐              | ‐                  |      |
| 1981-82  | セリエA             | 30       | 10       | 15       | 5        | 31       | 21       | 35       | 4位      | 準々決勝敗退     | ‐              | 1回戦敗退          |      |
| 1982-83  | セリエA             | 30       | 7        | 14       | 9        | 22       | 29       | 28       | 10位     | 準々決勝敗退     | ‐              | ベスト32           |      |
| 1983-84  | セリエA             | 30       | 7        | 12       | 11       | 28       | 38       | 26       | 12位     | GS敗退           | ‐              | ‐                  |      |
| 1984-85  | セリエA             | 30       | 10       | 13       | 7        | 34       | 29       | 33       | 8位      | ベスト16         | ‐              | ‐                  |      |
| 1985-86  | セリエA             | 30       | 14       | 11       | 5        | 35       | 21       | 39       | 3位      | GS敗退           | ‐              | ‐                  |      |
| 1986-87  | セリエA             | 30       | 15       | 12       | 3        | 41       | 21       | 42       | 1位      | 優勝             | ‐              | 1回戦敗退          |      |
| 1987-88  | セリエA             | 30       | 18       | 6        | 6        | 55       | 27       | 42       | 2位      | 準々決勝敗退     | 1回戦敗退      | ‐                  |      |
| 1988-89  | セリエA             | 34       | 18       | 11       | 5        | 57       | 28       | 47       | 2位      | 準優勝           | ‐              | 優勝               |      |
| 1989-90  | セリエA             | 34       | 21       | 9        | 4        | 57       | 31       | 51       | 1位      | 準決勝敗退       | ‐              | ベスト16           |      |
| 1990-91  | セリエA             | 34       | 11       | 15       | 8        | 37       | 37       | 37       | 8位      | 準決勝敗退       | ベスト16       | ‐                  |      |
| 1991-92  | セリエA             | 34       | 15       | 12       | 7        | 56       | 40       | 42       | 4位      | ベスト16         | ‐              | ‐                  |      |
| 1992-93  | セリエA             | 34       | 10       | 12       | 12       | 49       | 50       | 32       | 11位     | 準々決勝敗退     | ‐              | 2回戦敗退          |      |
| 1993-94  | セリエA             | 34       | 12       | 12       | 10       | 41       | 35       | 36       | 6位      | 2回戦敗退        | ‐              | ‐                  |      |
| 1994-95  | セリエA             | 34       | 13       | 12       | 9        | 40       | 45       | 51       | 7位      | 準々決勝敗退     | ‐              | ベスト16           |      |
| 1995-96  | セリエA             | 34       | 10       | 11       | 13       | 28       | 41       | 41       | 12位     | 2回戦敗退        | ‐              | ‐                  |      |
| 1996-97  | セリエA             | 34       | 9        | 14       | 11       | 38       | 45       | 41       | 13位     | 準優勝           | ‐              | ‐                  |      |
| 1997-98  | セリエA             | 34       | 2        | 8        | 24       | 25       | 76       | 14       | 18位     | ベスト16         | ‐              | ‐                  |      |
| 1998-99  | セリエB             | 38       | 12       | 15       | 11       | 41       | 38       | 51       | 9位      | 1回戦敗退        | ‐              | ‐                  |      |
| 1999-00  | セリエB             | 38       | 17       | 12       | 9        | 51       | 34       | 63       | 4位      | ベスト16         | ‐              | ‐                  |      |
| 2000-01  | セリエA             | 34       | 8        | 12       | 14       | 35       | 51       | 36       | 17位     | 2回戦敗退        | ‐              | ‐                  |      |
| 2001-02  | セリエB             | 38       | 16       | 13       | 9        | 48       | 39       | 61       | 5位      | GS敗退           | ‐              | ‐                  |      |
| 2002-03  | セリエB             | 38       | 10       | 15       | 13       | 42       | 49       | 45       | 6位      | GS敗退           | ‐              | ‐                  |      |
| 2003-04  | セリエB             | 46       | 10       | 26       | 10       | 35       | 43       | 56       | 14位     | GS敗退           | ‐              | ‐                  |      |
| 2004-05  | セリエC1・ジローネB | 34       | 17       | 10       | 7        | 45       | 31       | 61       | 3位      | ‐                | ‐              | ‐                  |      |
| 2005-06  | セリエC1・ジローネB | 34       | 19       | 11       | 4        | 48       | 20       | 68       | 1位      | ベスト16         | ‐              | ‐                  |      |
| 2006-07  | セリエB             | 42       | 21       | 16       | 5        | 52       | 29       | 79       | 2位      | ベスト16         | ‐              | ‐                  |      |
| 2007-08  | セリエA             | 38       | 14       | 8        | 16       | 50       | 53       | 50       | 8位      | ベスト16         | ‐              | ‐                  |      |
| 2008-09  | セリエA             | 38       | 12       | 10       | 16       | 43       | 45       | 46       | 12位     | 準々決勝敗退     | ‐              | ‐                  |      |
| 2009-10  | セリエA             | 38       | 15       | 14       | 9        | 50       | 43       | 59       | 6位      | ベスト16         | ‐              | ‐                  |      |
| 2010-11  | セリエA             | 38       | 21       | 7        | 10       | 59       | 39       | 70       | 3位      | 準々決勝敗退     | ‐              | ベスト32           |      |
| 2011-12  | セリエA             | 38       | 16       | 13       | 9        | 66       | 46       | 61       | 5位      | 優勝             | ベスト16       | ‐                  |      |
| 2012-13  | セリエA             | 38       | 23       | 9        | 6        | 73       | 36       | 78       | 2位      | ベスト16         | ‐              | ベスト32           |      |
| 2013-14  | セリエA             | 38       | 23       | 9        | 6        | 77       | 39       | 78       | 3位      | 優勝             | GS敗退         | ベスト16           |      |
| 2014-15  | セリエA             | 38       | 18       | 9        | 11       | 70       | 54       | 63       | 5位      | 準決勝敗退       | プレーオフ敗退 | 準決勝敗退         |      |
| 2015-16  | セリエA             | 38       | 25       | 7        | 6        | 80       | 32       | 82       | 2位      | 準々決勝敗退     | ‐              | ベスト32           |      |
| 2016-17  | セリエA             | 38       | 26       | 8        | 4        | 94       | 39       | 86       | 3位      | 準決勝敗退       | ベスト16       | ‐                  |      |
| 2017-18  | セリエA             | 38       | 28       | 7        | 3        | 77       | 29       | 91       | 2位      | 準々決勝敗退     | GS敗退         | ベスト32           |      |
| 2018-19  | セリエA             | 38       | 24       | 7        | 7        | 74       | 36       | 79       | 2位      | 準々決勝敗退     | GS敗退         | 準々決勝敗退       |      |
| 2019-20  | セリエA             | 38       | 18       | 8        | 12       | 61       | 50       | 62       | 7位      | 優勝             | ベスト16       | ‐                  |      |
| 2020-21  | セリエA             | 38       | 24       | 5        | 9        | 86       | 41       | 77       | 5位      | 準決勝敗退       | ‐              | ベスト32           |      |
| 2021-22  | セリエA             | 38       | 24       | 7        | 7        | 74       | 31       | 79       | 3位      | ベスト16         | ‐              | 決勝プレーオフ敗退 | ‐    |
| 2022-23  | セリエA             | 38       | 28       | 6        | 4        | 77       | 28       | 90       | 1位      | ベスト16         | 準々決勝敗退   | ‐                  | ‐    |
| 2023-24  | セリエA             | 38       | 13       | 14       | 11       | 55       | 48       | 53       | 10位     | ベスト16         | ベスト16       | ‐                  | ‐    |
| 2024-25  | セリエA             | 38       | 24       | 10       | 4        | 59       | 27       | 82       | 1位      | ベスト16         | ‐              | ‐                  | ‐    |
| 2025-26  | セリエA             | 38       |          |          |          |          |          |          |          |                  | LP             | ‐                  | ‐    |

1. ↑  UEFAチャンピオンズカップを含む
2. ↑  UEFAカップを含む

## 欧州の成績

### 1962-2000
| シーズン | 大会                     | ラウンド | 対戦相手                     | ホーム   | アウェー | 合計    |  |
| -------- | ------------------------ | -------- | ---------------------------- | -------- | -------- | ------- |  |
| 1971-72  | UEFAカップ               | 1回戦    | ラピド・ブカレスト           | 1-0      | 0-2      | 1-2     |  |
| 1974-75  | UEFAカップ               | 1回戦    | ヴィデオトン                 | 2-0      | 1-1      | 3-1     |  |
| 1974-75  | UEFAカップ               | 2回戦    | ポルト                       | 1-0      | 1-0      | 2-0     |  |
| 1974-75  | UEFAカップ               | 3回戦    | バニーク・オストラヴァ       | 0-2      | 1-1      | 1-3     |  |
| 1975-76  | UEFAカップ               | 1回戦    | トルペド・モスクワ           | 1-1      | 1-4      | 2-5     |  |
| 1981-82  | UEFAカップ               | 1回戦    | ラドニチュキ・ニシュ         | 2-2      | 0-0      | 2-2(A)  |  |
| 1986-87  | UEFAカップ               | 1回戦    | ディナモ・トビリシ           | 1-0      | 1-2      | 2-2(A)  |  |
| 1986-87  | UEFAカップ               | 2回戦    | カイザースラウテルン         | 1-2      | 0-2      | 1-4     |  |
| 1986-87  | UEFAカップ               | 1回戦    | トゥールーズ                 | 1-0      | 0-1      | 1-1(PK) |  |
| 1987-88  | UEFAチャンピオンズカップ | 1回戦    | レアル・マドリード           | 1-1      | 0-2      | 1-3     |  |
| 1988-89  | UEFAカップ               | 1回戦    | PAOK                         | 1-0      | 1-1      | 2-1     |  |
| 1988-89  | UEFAカップ               | 2回戦    | ロコモティヴェ・ライプツィヒ | 2-0      | 1-1      | 3-1     |  |
| 1988-89  | UEFAカップ               | 3回戦    | ボルドー                     | 0-0      | 1-0      | 1-0     |  |
| 1988-89  | UEFAカップ               | 準々決勝 | ユヴェントス                 | 3-0 (AT) | 0-2      | 3-2     |  |
| 1988-89  | UEFAカップ               | 準決勝   | バイエルン・ミュンヘン       | 2-0      | 2-2      | 4-2     |  |
| 1988-89  | UEFAカップ               | 決勝     | シュトゥットガルト           | 2-1      | 3-3      | 優勝    |  |
| 1989-90  | UEFAカップ               | 1回戦    | スポルティングCP             | 0-0      | 0-0      | 0-0(PK) |  |
| 1989-90  | UEFAカップ               | 2回戦    | ヴェッティンゲン             | 2-1      | 0-0      | 2-1     |  |
| 1989-90  | UEFAカップ               | 3回戦    | ヴェルダー・ブレーメン       | 2-3      | 1-5      | 3-8     |  |
| 1990-91  | UEFAチャンピオンズカップ | 1回戦    | ウーイペシュト・ドージャSC   | 3-0      | 2-0      | 5-0     |  |
| 1990-91  | UEFAチャンピオンズカップ | 2回戦    | スパルタク・モスクワ         | 0-0      | 0-0      | 0-0(PK) |  |
| 1992-93  | UEFAカップ               | 1回戦    | バレンシア                   | 1-0      | 5-1      | 6-1     |  |
| 1992-93  | UEFAカップ               | 2回戦    | パリ・サンジェルマン         | 0-2      | 0-0      | 0-2     |  |
| 1994-95  | UEFAカップ               | 1回戦    | スコント                     | 2-0      | 1-0      | 3-0     |  |
| 1994-95  | UEFAカップ               | 2回戦    | AIKソルナ                    | 2-0      | 1-0      | 3-0     |  |
| 1994-95  | UEFAカップ               | 3回戦    | フランクフルト               | 0-1      | 0-1      | 0-2     |  |

### 2000-
| シーズン | 大会                     | ラウンド       | 対戦相手                       | ホーム | アウェー     | 合計    |  |
| -------- | ------------------------ | -------------- | ------------------------------ | ------ | ------------ | ------- |  |
| 2008     | UEFAインタートトカップ   | 3回戦          | パニオニオス                   | 1-0    | 1-0          | 2-0     |  |
| 2008-09  | UEFAカップ               | 予選2回戦      | ヴラズニア                     | 5-0    | 3-0          | 8-0     |  |
| 2008-09  | UEFAカップ               | 1回戦          | ベンフィカ                     | 3-2    | 0-2          | 3-4     |  |
| 2010-11  | UEFAヨーロッパリーグ     | プレーオフ     | IFエルフスボリ                 | 1-0    | 2-0          | 3-0     |  |
| 2010-11  | UEFAヨーロッパリーグ     | グループK      | ユトレヒト                     | 0-0    | 1-3          | 2位     |  |
| 2010-11  | UEFAヨーロッパリーグ     | グループK      | FCSB                           | 1-0    | 3-3          | 2位     |  |
| 2010-11  | UEFAヨーロッパリーグ     | グループK      | リヴァプール                   | 0-0    | 1-3          | 2位     |  |
| 2010-11  | UEFAヨーロッパリーグ     | ラウンド32     | ビジャレアル                   | 0-0    | 1-2          | 1-2     |  |
| 2011-12  | UEFAチャンピオンズリーグ | グループA      | マンチェスター・シティ         | 2-1    | 1-1          | 2位     |  |
| 2011-12  | UEFAチャンピオンズリーグ | グループA      | ビジャレアル                   | 2-0    | 2-0          | 2位     |  |
| 2011-12  | UEFAチャンピオンズリーグ | グループA      | バイエルン・ミュンヘン         | 1-1    | 2-3          | 2位     |  |
| 2011-12  | UEFAチャンピオンズリーグ | ラウンド16     | チェルシー                     | 3-1    | 1-4 (a.e.t.) | 4-5     |  |
| 2012-13  | UEFAヨーロッパリーグ     | グループF      | AIKソルナ                      | 4-0    | 2-1          | 2位     |  |
| 2012-13  | UEFAヨーロッパリーグ     | グループF      | PSV                            | 1-3    | 0-3          | 2位     |  |
| 2012-13  | UEFAヨーロッパリーグ     | グループF      | ドニプロ                       | 4-2    | 1-3          | 2位     |  |
| 2012-13  | UEFAヨーロッパリーグ     | ラウンド32     | ヴィクトリア・プルゼニ         | 0-3    | 0-2          | 0-5     |  |
| 2013-14  | UEFAチャンピオンズリーグ | グループF      | ボルシア・ドルトムント         | 2-1    | 1-3          | 3位     |  |
| 2013-14  | UEFAチャンピオンズリーグ | グループF      | アーセナル                     | 2-0    | 0-2          | 3位     |  |
| 2013-14  | UEFAチャンピオンズリーグ | グループF      | マルセイユ                     | 3-2    | 2-1          | 3位     |  |
| 2013-14  | UEFAヨーロッパリーグ     | ラウンド32     | スウォンジー・シティ           | 3-1    | 0-0          | 3-1     |  |
| 2013-14  | UEFAヨーロッパリーグ     | ラウンド16     | ポルト                         | 2-2    | 0-1          | 2-3     |  |
| 2014-15  | UEFAチャンピオンズリーグ | プレーオフ     | アスレティック・ビルバオ       | 1-1    | 1-3          | 2-4     |  |
| 2014-15  | UEFAヨーロッパリーグ     | グループI      | スパルタ・プラハ               | 3-1    | 0-0          | 1位     |  |
| 2014-15  | UEFAヨーロッパリーグ     | グループI      | スロヴァン・ブラチスラヴァ     | 3-0    | 2-0          | 1位     |  |
| 2014-15  | UEFAヨーロッパリーグ     | グループI      | ヤングボーイズ                 | 3-0    | 0-2          | 1位     |  |
| 2014-15  | UEFAヨーロッパリーグ     | ラウンド32     | トラブゾンスポル               | 1-0    | 4-0          | 5-0     |  |
| 2014-15  | UEFAヨーロッパリーグ     | ラウンド16     | ディナモ・モスクワ             | 3-1    | 0-0          | 3-1     |  |
| 2014-15  | UEFAヨーロッパリーグ     | 準々決勝       | ヴォルフスブルク               | 2-2    | 4-1          | 6-3     |  |
| 2014-15  | UEFAヨーロッパリーグ     | 準決勝         | ドニプロ                       | 1-1    | 0-1          | 1-2     |  |
| 2015-16  | UEFAヨーロッパリーグ     | グループD      | クラブ・ブルッヘ               | 5-0    | 1-0          | 1位     |  |
| 2015-16  | UEFAヨーロッパリーグ     | グループD      | レギア・ワルシャワ             | 5-2    | 2-0          | 1位     |  |
| 2015-16  | UEFAヨーロッパリーグ     | グループD      | ミッティラン                   | 5-0    | 4-1          | 1位     |  |
| 2015-16  | UEFAヨーロッパリーグ     | ラウンド32     | ビジャレアル                   | 1-1    | 0-1          | 1-2     |  |
| 2016-17  | UEFAチャンピオンズリーグ | グループB      | ディナモ・キーウ               | 0-0    | 2-1          | 1位     |  |
| 2016-17  | UEFAチャンピオンズリーグ | グループB      | ベンフィカ                     | 4-2    | 2-1          | 1位     |  |
| 2016-17  | UEFAチャンピオンズリーグ | グループB      | ベシクタシュ                   | 2-3    | 1-1          | 1位     |  |
| 2016-17  | UEFAチャンピオンズリーグ | ラウンド16     | レアル・マドリード             | 1-3    | 1-3          | 2-6     |  |
| 2017-18  | UEFAチャンピオンズリーグ | プレーオフ     | ニース                         | 2-0    | 2-0          | 4-0     |  |
| 2017-18  | UEFAチャンピオンズリーグ | グループF      | シャフタール・ドネツク         | 3-0    | 1-2          | 3位     |  |
| 2017-18  | UEFAチャンピオンズリーグ | グループF      | マンチェスター・シティ         | 2-4    | 1-2          | 3位     |  |
| 2017-18  | UEFAチャンピオンズリーグ | グループF      | フェイエノールト               | 3-1    | 0-0          | 3位     |  |
| 2017-18  | UEFAヨーロッパリーグ     | ラウンド32     | RBライプツィヒ                 | 1-3    | 2-0          | 3-3 (a) |  |
| 2018-19  | UEFAチャンピオンズリーグ | グループC      | パリ・サンジェルマン           | 1-1    | 2-2          | 3位     |  |
| 2018-19  | UEFAチャンピオンズリーグ | グループC      | リヴァプール                   | 1-0    | 0-1          | 3位     |  |
| 2018-19  | UEFAチャンピオンズリーグ | グループC      | ツルヴェナ・ズヴェズダ         | 3-1    | 0-0          | 3位     |  |
| 2018-19  | UEFAヨーロッパリーグ     | ラウンド32     | チューリッヒ                   | 2-0    | 3-1          | 5-1     |  |
| 2018-19  | UEFAヨーロッパリーグ     | ラウンド16     | レッドブル・ザルツブルク       | 3-0    | 1-3          | 4-3     |  |
| 2018-19  | UEFAヨーロッパリーグ     | 準々決勝       | アーセナル                     | 0-1    | 0-2          | 0-3     |  |
| 2019-20  | UEFAチャンピオンズリーグ | グループE      | リヴァプール                   | 2-0    | 1-1          | 2位     |  |
| 2019-20  | UEFAチャンピオンズリーグ | グループE      | ヘンク                         | 4-0    | 0-0          | 2位     |  |
| 2019-20  | UEFAチャンピオンズリーグ | グループE      | レッドブル・ザルツブルク       | 1-1    | 3-2          | 2位     |  |
| 2019-20  | UEFAチャンピオンズリーグ | ラウンド16     | バルセロナ                     | 1-1    | 1-3          | 2-4     |  |
| 2020-21  | UEFAヨーロッパリーグ     | グループF      | レアル・ソシエダ               | 1-1    | 1-0          | 1位     |  |
| 2020-21  | UEFAヨーロッパリーグ     | グループF      | AZ                             | 0-1    | 1-1          | 1位     |  |
| 2020-21  | UEFAヨーロッパリーグ     | グループF      | リエカ                         | 2-0    | 2-1          | 1位     |  |
| 2020-21  | UEFAヨーロッパリーグ     | ラウンド32     | グラナダ                       | 2-1    | 0-2          | 2-3     |  |
| 2021-22  | UEFAヨーロッパリーグ     | グループC      | レスター・シティ               | 3-2    | 2-2          | 2位     |  |
| 2021-22  | UEFAヨーロッパリーグ     | グループC      | スパルタク・モスクワ           | 2-3    | 1-2          | 2位     |  |
| 2021-22  | UEFAヨーロッパリーグ     | グループC      | レギア・ワルシャワ             | 3-0    | 4-1          | 2位     |  |
| 2021-22  | UEFAヨーロッパリーグ     | 決勝プレーオフ | バルセロナ                     | 2-4    | 1-1          | 3-5     |  |
| 2022-23  | UEFAチャンピオンズリーグ | グループA      | リヴァプール                   | 4-1    | 0-2          | 1位     |  |
| 2022-23  | UEFAチャンピオンズリーグ | グループA      | レンジャーズ                   | 3-0    | 3-0          | 1位     |  |
| 2022-23  | UEFAチャンピオンズリーグ | グループA      | アヤックス                     | 4-2    | 6-1          | 1位     |  |
| 2022-23  | UEFAチャンピオンズリーグ | ラウンド16     | アイントラハト・フランクフルト | 3-0    | 2-0          | 5-0     |  |
| 2022-23  | UEFAチャンピオンズリーグ | 準々決勝       | ACミラン                       | 1-1    | 0-1          | 1-2     |  |
| 2023-24  | UEFAチャンピオンズリーグ | グループC      | レアル・マドリード             | 2-3    | 2-4          | 2位     |  |
| 2023-24  | UEFAチャンピオンズリーグ | グループC      | ブラガ                         | 2-0    | 2-1          | 2位     |  |
| 2023-24  | UEFAチャンピオンズリーグ | グループC      | ウニオン・ベルリン             | 1-1    | 1-0          | 2位     |  |
| 2023-24  | UEFAチャンピオンズリーグ | ラウンド16     | バルセロナ                     | 1-1    | 1-3          | 2-4     |  |

## 現所属メンバー
セリエA 2024-2025シーズン開幕フォーメーション（3-4-2-1）
2025年7月31日現在
注：選手の国籍表記はFIFAの定めた代表資格ルールに基づく。
| No. | Pos. |                | 選手名                         |
| --- | ---- | -------------- | ------------------------------ |
| 1   | GK   | イタリア       | アレックス・メレト             |
| 4   | DF   | イタリア       | アレッサンドロ・ボンジョルノ   |
| 5   | DF   | ブラジル       | フアン・ジェズス ()            |
| 6   | MF   | スコットランド | ビリー・ギルモア ★             |
| 7   | FW   | ブラジル       | ダヴィド・ネレス ★             |
| 8   | MF   | スコットランド | スコット・マクトミネイ ()★     |
| 9   | FW   | ベルギー       | ロメル・ルカク ()              |
| 11  | MF   | ベルギー       | ケヴィン・デ・ブライネ         |
| 13  | DF   | コソボ         | アミル・ラフマニ ()★           |
| 14  | GK   | イタリア       | ニキータ・コンティーニ ()      |
| 17  | DF   | ウルグアイ     | マティアス・オリベラ ()        |
| 18  | FW   | アルゼンチン   | ジョバンニ・シメオネ ()        |
| 21  | FW   | イタリア       | マッテオ・ポリターノ           |
| 22  | DF   | イタリア       | ジョヴァンニ・ディ・ロレンツォ |
| 25  | GK   | イタリア       | マティアス・フェランテ         |
| 27  | FW   | イタリア       | ロレンツォ・ルッカ             |
| 29  | MF   | イタリア       | ルイス・ハサ ()                |

| No. | Pos. |              | 選手名                                    |
| --- | ---- | ------------ | ----------------------------------------- |
| 30  | DF   | イタリア     | パスクアーレ・マッツォッキ                |
| 31  | DF   | オランダ     | サム・ブーケマ                            |
| 32  | GK   | セルビア     | ヴァニャ・ミリンコヴィッチ＝サヴィッチ () |
| 33  | MF   | マリ共和国   | コリ・サコ ()                             |
| 35  | DF   | イタリア     | ルーカ・マリアヌッチ                      |
| 36  | FW   | イタリア     | ロレンツォ・ズガルビ                      |
| 37  | DF   | イタリア     | レオナルド・スピナッツォーラ              |
| 59  | DF   | イタリア     | アレッサンドロ・ザノーリ                  |
| 68  | MF   | スロバキア   | スタニスラフ・ロボツカ                    |
| 70  | FW   | オランダ     | ノア・ラング ()                           |
| 81  | FW   | イタリア     | ジャコモ・ラスパドーリ                    |
| 99  | MF   | カメルーン   | アンドレ＝フランク・ザンボ・アンギサ ★    |
| --  | DF   | イタリア     | ノーサ・エドワード・オバレティン ()       |
| --  | MF   | スウェーデン | イェンス・カユステ ()                     |
| --  | MF   | イタリア     | アントニオ・ヴェルガーラ                  |
| --  | FW   | モロッコ     | ワリード・シェッディーラ                  |
| --  | FW   | イタリア     | ジュゼッペ・アンブロジーノ                |

括弧内の国旗はその他の保有国籍を、星印はEU圏外選手を示す。

### レンタル移籍
in
注：選手の国籍表記はFIFAの定めた代表資格ルールに基づく。
| No. | Pos. |          | 選手名                            |
| --- | ---- | -------- | --------------------------------- |
| 27  | FW   | イタリア | ロレンツォ・ルッカ (ウディネーゼ) |

| No. | Pos. |          | 選手名                                          |
| --- | ---- | -------- | ----------------------------------------------- |
| 32  | GK   | セルビア | ヴァニャ・ミリンコヴィッチ＝サヴィッチ (トリノ) |

out
注：選手の国籍表記はFIFAの定めた代表資格ルールに基づく。
| No. | Pos. |            | 選手名                                        |
| --- | ---- | ---------- | --------------------------------------------- |
| --  | GK   | イタリア   | クラウディオ・トゥーリ (アルタムラ)           |
| --  | DF   | スペイン   | ラファ・マリン (ビジャレアル)                 |
| --  | DF   | イタリア   | ルイージ・ダヴィーノ (ジュリアーノ)           |
| --  | DF   | イタリア   | ジャンルカ・ヴィリオッティ (ピネート)         |
| --  | MF   | デンマーク | イェスパー・リンドストロム (ヴォルフスブルク) |

| No. | Pos. |          | 選手名                                    |
| --- | ---- | -------- | ----------------------------------------- |
| --  | MF   | イタリア | マイケル・フォロルンショ (カリアリ)       |
| --  | MF   | イタリア | アレッシオ・ゼルビン (クレモネーゼ)       |
| --  | MF   | イタリア | ジェンナーロ・イアッカリーノ (アレッツォ) |
| --  | FW   | ベルギー | シリル・エンゴンゲ (トリノ)               |
| --  | FW   | イタリア | エマヌエーレ・ラオ (バーリ)               |

## 歴代監督
| 氏名                             | 国籍                          | 期間          |
| -------------------------------- | ----------------------------- | ------------- |
| アントン・クロイツァー           | オーストリアの旗              | 1926–27       |
| ビノ・スカサ                     | オーストリアの旗              | 1927          |
| ロルフ・シュタイガー             | オーストリアの旗              | 1927–28       |
| オットー・フィッシャー           | オーストリアの旗              | 1928–29       |
| ウィリアム・ガーバット           | イングランドの旗              | 1929–35       |
| チャプカイ・カーロイ             | ハンガリーの旗                | 1935–36       |
| アンジェロ・マッテア             | イタリアの旗                  | 1936–38       |
| パイェル・エウゲン               | ハンガリーの旗                | 1938          |
| パオロ・ジョディセ               | イタリアの旗                  | 1938–39       |
| アドルフォ・バロンシエリ         | イタリアの旗                  | 1939–40       |
| アントニオ・ヴォヤク             | イタリアの旗                  | 1940–43       |
| ジュゼッペ・イノセンティ         | イタリアの旗                  | 1943          |
| ラファエレ・サンソーネ           | イタリアの旗 · ウルグアイの旗 | 1945–46       |
| アッティラ・サルストーロ         | イタリアの旗                  | 1947–48       |
| アルナルド・センティメンティ     | イタリアの旗                  | 1948          |
| フェリセ・ボレル                 | イタリアの旗                  | 1948–49       |
| ドメニコ・マッティオリ           | イタリアの旗                  | 1949          |
| ヴィットリオ・モゼーレ           | イタリアの旗                  | 1949          |
| エラルド・モンツェグリオ         | イタリアの旗                  | 1949–56       |
| アメデオ・アマデイ               | イタリアの旗                  | 1956–59       |
| アンニバーレ・フロッシ           | イタリアの旗                  | 1959          |
| アメデオ・アマデイ               | イタリアの旗                  | 1959–61       |
| アッティラ・サルストーロ         | イタリアの旗                  | 1961          |
| フィオラヴァンテ・バルディ       | イタリアの旗                  | 1961–62       |
| ブルーノ・ペサオラ               | アルゼンチンの旗              | 1962、1962-63 |
| ロベルト・レリーシ               | イタリアの旗                  | 1963–64       |
| ジョヴァンニ・モリーノ           | イタリアの旗                  | 1964          |
| ブルーノ・ペサオラ               | アルゼンチンの旗              | 1964–68       |
| ジュゼッペ・チャッペッラ         | イタリアの旗                  | 1968–69       |
| エジディオ・ディ・コンスタンツォ | イタリアの旗                  | 1969          |
| ジュゼッペ・チャッペッラ         | イタリアの旗                  | 1969–73       |
| ルイス・ヴィニチオ               | ブラジルの旗                  | 1973–76       |
| アルベルト・デル・フラーティ     | イタリアの旗                  | 1976          |
| ブルーノ・ペサオラ               | アルゼンチンの旗              | 1976–77       |
| ロサリオ・リヴェッリーノ         | イタリアの旗                  | 1977          |
| ジョヴァンニ・ディ・マルツィオ   | イタリアの旗                  | 1977–78       |
| ルイス・ヴィニチオ               | ブラジルの旗                  | 1978–80       |
| アンジェロ・ソルマーニ           | イタリアの旗 · ブラジルの旗   | 1980          |
| リーノ・マルケージ               | イタリアの旗                  | 1980–82       |

| 氏名                           | 国籍                         | 期間         |
| ------------------------------ | ---------------------------- | ------------ |
| マッシモ・ジャコミーニ         | イタリアの旗                 | 1982         |
| ブルーノ・ペサオラ             | アルゼンチンの旗             | 1982–83      |
| ピエトロ・サンティ             | イタリアの旗                 | 1983–84      |
| リーノ・マルケージ             | イタリアの旗                 | 1984–85      |
| オッタヴィオ・ビアンキ         | イタリアの旗                 | 1985–89      |
| アルベルト・ビゴン             | イタリアの旗                 | 1989–91      |
| クラウディオ・ラニエリ         | イタリアの旗                 | 1991–93      |
| オッタビオ・ビアンキ           | イタリアの旗                 | 1993         |
| マルチェロ・リッピ             | イタリアの旗                 | 1993–94      |
| ヴィンチェンツォ・グエリーニ   | イタリアの旗                 | 1994         |
| ヴヤディン・ボシュコヴ         | ユーゴスラビア連邦共和国の旗 | 1994–96      |
| ルイジ・シモーニ               | イタリアの旗                 | 1996–97      |
| ヴィンチェンツォ・モンテフスコ | イタリアの旗                 | 1997         |
| ボルトロ・ムッティ             | イタリアの旗                 | 1997         |
| カルロ・マッツォーネ           | イタリアの旗                 | 1997         |
| ジョヴァンニ・ガレオーネ       | イタリアの旗                 | 1997–98      |
| ヴィンチェンツォ・モンテフスコ | イタリアの旗                 | 1998         |
| レンツォ・ウリヴィエリ         | イタリアの旗                 | 1998–99      |
| ヴィンチェンツォ・モンテフスコ | イタリアの旗                 | 1999         |
| ワルテル・ノヴェッリーノ       | イタリアの旗                 | 1999–00      |
| ズデネク・ゼーマン             | チェコの旗                   | 2000         |
| エミリアーノ・モンドニコ       | イタリアの旗                 | 2000–01      |
| ルイジ・デ・カーニオ           | イタリアの旗                 | 2001–02      |
| フランコ・コロンバ             | イタリアの旗                 | 2002         |
| セルジョ・ブーゾ               | イタリアの旗                 | 2002         |
| フランコ・スコーリオ           | イタリアの旗                 | 2002–03      |
| フランコ・コロンバ             | イタリアの旗                 | 2003         |
| アンドレア・アゴスティネッリ   | イタリアの旗                 | 2003         |
| ルイジ・シモーニ               | イタリアの旗                 | 2003–04      |
| ジャンピエロ・ヴェントゥーラ   | イタリアの旗                 | 2004         |
| エドアルド・レヤ               | イタリアの旗                 | 2005.1–09.3  |
| ロベルト・ドナドーニ           | イタリアの旗                 | 2009.3-10    |
| ワルテル・マッツァーリ         | イタリアの旗                 | 2009.10–2013 |
| ラファエル・ベニテス           | スペインの旗                 | 2013-2015    |
| マウリツィオ・サッリ           | イタリアの旗                 | 2015-2018    |
| カルロ・アンチェロッティ       | イタリアの旗                 | 2018-2019    |
| ジェンナーロ・ガットゥーゾ     | イタリアの旗                 | 2019-2021    |
| ルチアーノ・スパレッティ       | イタリアの旗                 | 2021-2023    |
| リュディ・ガルシア             | フランスの旗                 | 2023         |
| ワルテル・マッツァーリ         | イタリアの旗                 | 2023-2024    |
| フランチェスコ・カルツォーナ   | イタリアの旗                 | 2024         |
| アントニオ・コンテ             | イタリアの旗                 | 2024-        |

## 歴代所属選手

### GK
- ルチアーノ・カステリーニ 1978-1985
- クラウディオ・ガレッラ（英語版） 1985-88
- ジュゼッペ・タリアラテーラ 1986-88, 1990-91, 1993-99
- ジュリアーノ・ジュリアーニ 1988-90
- ジョバンニ・ガッリ 1990-93
- フランチェスコ・マンチーニ 2002-03
- ペペ・レイナ 2013-14, 2015-18

### DF
| - ライモンド・ブルスコロッティ 1972-88 - ルート・クロル 1980-84 - アレッサンドロ・レニカ 1985-91 - チーロ・フェラーラ 1984-94 - ジョヴァンニ・フランチーニ 1987-94 - ジャンカルロ・コッラディーニ 1988-94 - マッシモ・タランティーノ 1989, 1991-96 - ファビオ・カンナヴァーロ 1991-95 - ロベルト・ポリカーノ 1992-97 - ローラン・ブラン 1992-93 | - エンツオ・ガンバロ 1993-94 - アンドレ・クルス 1994-98 - フランチェスコ・コロンネーゼ 1995-97 - ロベルト・アジャラ 1995-98 - マッシモ・オッド 1999-00 - マレク・ヤンクロフスキ 2000-02 - クリスティアン・マッジョ 2008-18 - ウーゴ・カンパニャーロ 2009-13 - ファン・スニガ 2009-16 - アンドレア・ドッセーナ 2010-13 - ミゲル・アンヘル・ブリトス 2011-15 - フェデリコ・フェルナンデス 2011-14 | - ブレリム・ジェマイリ 2011-14 - ロランド・フォンセカ 2013 - ラウール・アルビオル 2013-19 - パブロ・アルメロ 2013-14 - ファウジ・グラム 2014-22 - カリドゥ・クリバリ 2014-22 - コスタス・マノラス 2019-21 - キム・ミンジェ 2022-23 |

### MF
| - ルイジ・シモーニ 1961-62 - アントニオ・ジュリアーノ 1962-78 - オッタヴィオ・ビアンキ 1966-71 - ルイージ・カファレッリ 1981-82, 1983-87 - サルバトーレ・バーニ 1984-88 - フェルナンド・デ・ナポリ 1986-92 - フランチェスコ・ロマーノ 1986-89 - ルカ・フージ 1988-90 - アレモン 1988-92 - マッシモ・クリッパ 1988-93 - マッシモ・マウロ 1989-93 - ジョルジョ・ヴェントゥーリン 1990-91 - アンジェロ・カルボーネ 1992-93 | - ヨナス・テルン 1992-94 - ファウスト・パーリ 1992-96 - アラン・ボゴシアン 1994-97 - ファビオ・ペッキア 1993-97, 2000-01 - フレディ・リンコン 1994-95 - ジュゼッペ・ジャンニーニ 1997 - ファビオ・ロッシート 1997-98 - アリョーシャ・アサノビッチ 1997-98 - イーゴリ・シャリモフ 1998-99 - アンセルモ・ロヴィアーティー 1999-2000 - ハッサン・イェブダ 2010-11 - ギョクハン・インレル 2011-15 - ワルテル・ガルガノ 2007-15 | - ヴァロン・ベーラミ - ホセ・エルネスト・ソサ - イニャツィオ・アバーテ - ジョルジーニョ - マレク・ハムシーク - ジョナサン・デ・グズマン |

### FW
| - ラモン・ディアス 1982-83 - ディエゴ・マラドーナ 1983-91 - ダニエル・ベルトーニ 1984-86 - ブルーノ・ジョルダーノ 1985-88 - アンドレア・カルネヴァーレ 1986-90 - カレッカ 1987-93 - マルコ・フェッランテ 1988-90 - ジャンフランコ・ゾラ 1989-93 - アンドレア・シレンツィ 1990-92 - ダニエル・フォンセカ 1992-94 - パオロ・ディ・カーニオ 1993-94 - レナート・ブーゾ 1993-96 - マッシモ・アゴスティーニ 1994-96 - マッシミリアーノ・エスポジート 1996-97, 1998-99 | - エジムンド・アウヴェス 2001 - カルロス・パボン - マルセロ・サラジェタ - ファビオ・クアリアレッラ - ゴラン・パンデフ - エセキエル・ラベッシ2007-12 - エディンソン・カバーニ2010-13 - ドリース・メルテンス2013-22 - ゴンサロ・イグアイン2013-16 - エドゥアルド・バルガス - ロレンツォ・インシーニェ - フェルナンド・ジョレンテ 2019-21 | - ヴィクター・オシムヘン |

## 永久欠番
- 10 - ディエゴ・マラドーナ

## 記録
| シーズン  | カテゴリー | 平均観客数 | 最高観客数 | 対戦相手         |
| --------- | ---------- | ---------- | ---------- | ---------------- |
| 2002-2003 | セリエB    | ※詳細なし  | 64,500人   | ヴィチェンツァ   |
| 2003-2004 | セリエB    | ※詳細なし  | 26,062人   | アヴェッリーノ   |
| 2004-2005 | セリエC1   | 37,080人   | 62,058人   | レッジャーナ     |
| 2005-2006 | セリエC1   | 23,728人   | 42,681人   | ペルージャ       |
| 2006-2007 | セリエB    | 35,176人   | 59,954人   | ユヴェントス     |
| 2007-2008 | セリエA    | 43,046人   | 59,972人   | ASローマ         |
| 2008-2009 | セリエA    | 39,851人   | 60,240人   | ASローマ         |
| 2009-2010 | セリエA    | 40,797人   | 56,311人   | インテル         |
| 2010-2011 | セリエA    | 45,608人   | 60,486人   | ユヴェントス     |
| 2011-2012 | セリエA    | 40,419人   | 57,402人   | ユヴェントス     |
| 2012-2013 | セリエA    | 39,636人   | 58,143人   | ユヴェントス     |
| 2013-2014 | セリエＡ   | 40,632人   | 56,225人   | サンプドリア     |
| 2014-2015 | セリエＡ   | 32,266人   | 53,006人   | ユヴェントス     |
| 2015-2016 | セリエＡ   | 38,760人   | 56,452人   | フロジノーネ     |
| 2016-2017 | セリエＡ   | 36,601人   | 53,085人   | ユヴェントス     |
| 2017-2018 | セリエＡ   | 43,050人   | 55,567人   | 名古屋グランパス |

- UEFAカップ決勝 ナポリ対シュトゥットガルト
  - 1988-89　81,093人
- セリエA ナポリ対ペルージャ
  - 1979-80　89,992人
- セリエA ナポリ対インテル
  - 1989-90　83,162人
- ワールドカップ イタリア対アルゼンチン
  - 1990　69,670人
- セリエC1 ナポリ
  - 2005-06　3部リーグの総観客数が世界レコード
- セリエB ナポリ
  - 2006-07　シーズン200万人の観戦者はセリエBレコード

### 試合
- 初得点 ユヴェントス3-2ナポリ
  - 1929-30　ミハリッチ
- ホーム初勝利 ナポリ2-1ミラン
  - 1929-30
- アウェイ初勝利 モーデナ0-5ナポリ
  - 1929-30
- コッパ・イタリア初勝利 ナポリ2-1バーリ
  - 1935-36
- 最多得点試合 ナポリ8-1プロ・パトリア
  - 1955-56
- 最多失点試合　アレッサンドリア11-1ナポリ
  - 1927-28
- 欧州大会初勝利 ナポリ4-0ハノーファー96
  - 1967-68
- 欧州大会最多得点試合 バレンシア1-5ナポリ
  - 1992-93
- 欧州大会最多失点 ハイバーニアン5-0ナポリ
  - 1967-68
- 欧州大会1試合最多得点者 バレンシア1-5ナポリ
  - 1992-93　ダニエル・フォンセカ×5

### クラブ
- セリエA ナポリ
  - 2010.7.26　レガ・カルチョの統計調査でナポリがイタリアでNo.1の人気クラブと発表
  - 2013.3.1　セリエAのユヴェントス戦で2.815.220€のチケット収入がクラブレコード